# Р-113
Р-113 «Гранат» — советская мобильная бортовая танковая УКВ-радиостанция; возимая, телефонная, симплексная, с частотной модуляцией, приёмопередающая. Обеспечивает круглосуточную уверенную двустороннюю связь на стоянке и на ходу с однотипной радиостанцией и любыми другими радиостанциями в общем диапазоне частот. Также обеспечивает беспоисковое вхождение в связь и бесподстроечное ведение связи.

## Описание
В комплект радиостанции входят блок питания, приёмопередатчик, антенное устройство, ящик с запасным имуществом, высокочастотный кабель, блок настройки антенны, запасная штыревая антенна в чехле и соединительный кабель. Элементной базой служат миниатюрные лампы. Есть штыревая антенна высотой 4 м. Оконечное низкочастотное устройство — шлемофон ТШ-1 (или ТШ-2) с ларингофонами ЛЭМ-3 и телефонами ТА-56М, подключался к радиостанции или через ТПУ Р-120. Радиостанция построена по трансиверному принципу (есть элементы, используемые при приёме и при передаче). В схеме есть 20 ламп 12Ж1Л и одна лампа ГУ-50. Передатчик выполнен по схеме с двойным преобразованием частоты, имеют кварцевую и безкварцевую стабилизацию частоты. Приёмник выполнен по схеме супергетеродина с тройным преобразованием частоты, все гетеродины имеют кварцевую стабилизацию частоты.
Возможна работа радиостанции в симплексном и полудуплексном режимах и дежурном приёме. При работе на передачу 1-й и 2-й кварцевые генераторы образуют вместе со смесителями рабочую частоту, 3-й кварцевый генератор работает в системе АПЧ. Питание анодных цепей и цепей экранирующих сеток ламп радиостанции идёт от умформеров, преобразующих низкое напряжение (13В или 26В) в высокое напряжение 220В и 550В. Мощность излучения антенны позволяет обеспечивать в любое время суток двустороннюю радиосвязь между танками, находящимися на расстоянии до 20 км друг от друга. Отличием от 10-РТ является частотная модуляция, значительно снижающая влияние помех при радиоприёме.

## Характеристики

### Физические
- Масса:
  - Приемопередатчика — 16 кг[3][2][1]
  - Блока питания — 13 кг[1]
  - Полного комплекта — 42 кг[3][2][1]
- Размеры:
  - Приёмопередатчика — 430x239x216 мм[2][1]
  - Блока питания — 206x220x217 мм[2][1]
  - Блока настройки антенны — 220x80x110 мм[2][1]
- Тип источника питания: бортовая сеть напряжением 26 В[4][1] или 13 В[2][1]
- Потребляемая мощность:
  - Режим передачи — 300 Вт[2]
  - Режим приёма — 140 Вт[2]
  - Режим дежурного приёма — 90 Вт[2]
- Потребляемый ток:
  - На передачу — 11,5 А[1]
  - На приём — 5,4 А[1]
  - В дежурном приёме — 3,46 А[1]

### Технические
- Диапазон частот: 20 — 22,375 МГц[3][2][1]
- 96 фиксированных рабочих частот с шагом перестройки: 25 кГц[3][2][1]
- Чувствительность приёмника:
  - Соотношение сигнал/шум 3:1 — 5 мкВ[2][1]
  - С подавлением шумов — 10 мкВ[2][1]
- Вид работы: ЧМ[3][1]
- Отклонение частоты передатчика: 5 кГц[2]
- Выходная мощность передатчика: не менее 16 Вт[3][2][1]
- Дальность связи:
  - На ходу — 10-13 км[1]
  - На стоянке — 25-30 км[1]

## Производство и применение
Разработка УКВ-радиостанции Р-113 «Гранат» велась в 1950—1951 годах в ЦНИИИС СА вместе с КБ Сарапульского завода имени Орджоникидзе. Р-113 была принята на вооружение в 1953 году и начала устанавливаться в линейных танках с 1954 года, заменив коротковолновые 9-Р и 10-РК. Серийно производилась с 1953 года на Сарапульском заводе имени Орджоникидзе и в 1959—1966 годах на Рязанском радиозаводе.
Р-113 применялась в качестве основного средства внешней связи танков (советских Т-54 и Т-55) и бронетранспортёров (чехословацких OT-64 SKOT), машин на их базе и подвижных средств ремонта БТТ: в частности, ставилась на танки Т-34 в послевоенные годы, а также на модернизации танков ИС-2М и ИС-3М времён ВОВ. На командирских танках и командно-штабных машинах радиостанция устанавливалась совместно с КВ радиостанцией Р-112 и работала с ней на одну антенну на определённых частотах. Предусматривалась её установка в кабинах инженерных машин на шасси БАТ (в комплект этих машин она не входила). В ЦЭЗ № 1 в середине 1950-х разработали техническую документацию, позволявшую монтировать новые средства связи как на ремонтных заводах, так и в частях силами войсковых ремонтных служб.
Р-113 была заменена новыми радиостанциями Р-123 «Магнолия», сохранившиеся экземпляры устанавливали на вышках управления учебных полигонов бронетехники. Причиной замены стала нехватка 96 фиксированных частот для организации радиосвязи между танковыми войсками и подразделениями других родов войск: настройка радиостанции требовала определённой квалификации оператора и могла выполняться только перед началом боевого использования, смена канала связи в ходе боя была недоступной.